# LHS 3154 b
LHS 3154 b est une planète extrasolaire de type Neptune chaud, qui orbite autour de la naine rouge LHS 3154. Sa découverte est annoncée en 2023 dans le magazine Science.

## Découverte
LHS 3154 b est découverte par la méthode des vitesses radiales dans le cadre d'étude des étoiles de très faible masse. En 2023, une équipe de l'Université d'État de Pennsylvanie publie cette découverte réalisée à l'aide du spectrographe en proche infrarouge Habitable Zone Planet Finder de l'observatoire McDonald de l'Université du Texas à Austin.

## Caractéristiques physiques
La masse de LHS 3154 b est de 13 fois celle de la Terre.

## Orbite
LHS 3154 b décrit une orbite très serrée autour de son étoile, à seulement trois millions de kilomètres en 3,5 jours.

## Caractéristiques inexpliquées
L'étoile hôte, classée naine M, appartient au type spectral d’étoile le moins massif et devrait s'accompagner de planètes de faible masse décrivant une orbite plus lointaine ; les caractéristiques de LHS 3154 b sont pourtant l'inverse.